# Korschenbroich
Korschenbroich – miasto w Niemczech, położone w kraju związkowym Nadrenia Północna-Westfalia, w rejencji Düsseldorf, w powiecie Rhein-Kreis Neuss. W 2010 roku liczyło 33 078 mieszkańców.

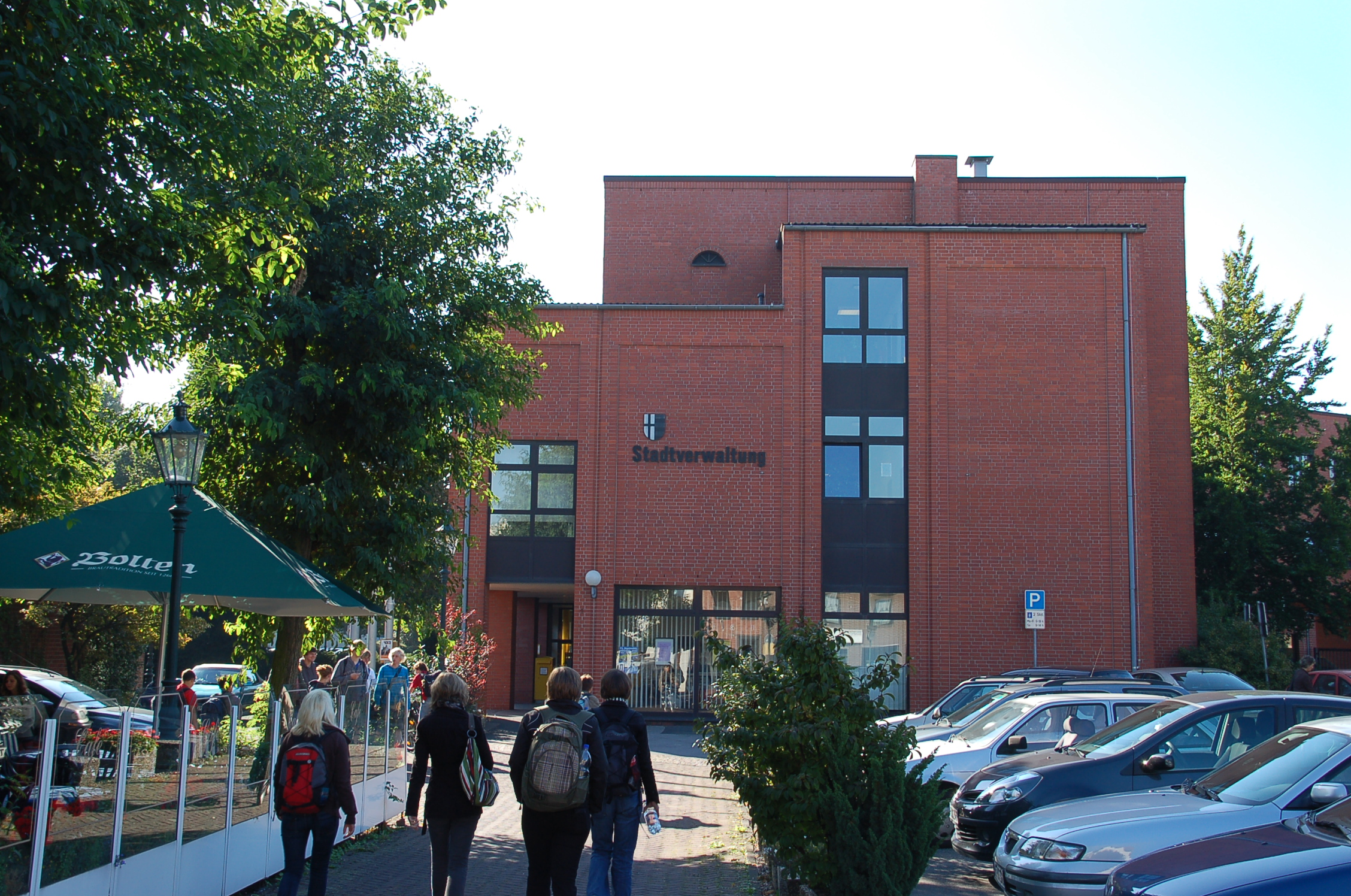
Ratusz w Korschenbroich

## Współpraca
Miejscowości partnerskie:
- Carbonne, Francja
- Finowfurt – dzielnica gminy Schorfheide, Brandenburgia